# Commelinstraat 31-37
Commelinstraat 31-37 te Amsterdam is een ensemble percelen aan de Commelinstraat in de Dapperbuurt, Amsterdam-Oost. 

## Straat
De Commelinstraat is een 400 meter lange brede straat binnen de typische 19e-eeuwse opzet. De straat, die op 27 september 1879 haar naam kreeg, werd vernoemd naar Caspar Commelin. Ze vertrok van de Linnaeusstraat naar de Pontanusstraat. De oorspronkelijke woonhuizen en winkels werden dan ook gebouwd in 19e-eeuwse architectuur, hier ook wel revolutiebouw genaamd. Er kwamen hier huisje voor huisje dan wel blokjes van huizen van weinig bekende ontwerpers, die veelal wel de titel van architect voerden, maar dat zelden waren. De huizen werden dan ontworpen door grondexploitant, aannemer of makelaar. Aan de straat staan dan ook nauwelijks interessante gebouwen van architectonische kwaliteit. Overigens werd een groot deel daarvan in een periode van sanering eind 20e eeuw al vervangen door nieuwbouw. De percelen met huisnummers 15-21, huisnummers 31-37 en nummer 16, een voormalige synagogeruimte (sjoel) bleken wel architectonisch interessant.

## Gebouw
Het ensemble 31-37 werd op 8 oktober 2013 tot gemeentelijk monument (200689) verklaard. Toch zijn de vier percelen in eclectische bouwstijl ook ontworpen door een man die geen architect was. Frederik Johan Rootlieb (1844-1919) was timmerman annex makelaar, die overigens zelf in Commelinstraat 42 woonde. Tussen de bouwsels in aan de Commelinstraat viel de rijke versieringen op rondom de raampartijen en toegangen. Men spreekt over sierkuiven aan de bovenzijde. Ten slotte risaleren de toegangen lichtjes. Ook de bepleistering en het houtsnijwerk in de toegangspartijen is gedetailleerd. De gebouwen bestaan uit een souterrain, vier woonetages en een zolderkap met dakkapel.     
De huisnummers 15-21 hebben eenzelfde sierlijk uiterlijk, maar zijn geen gemeentelijk moment. Het tussenliggende bouwblok 23-25 is nieuwbouw, nummers 27 en 29 zijn bij de nieuwbouw uit 1993 verloren gegaan. 

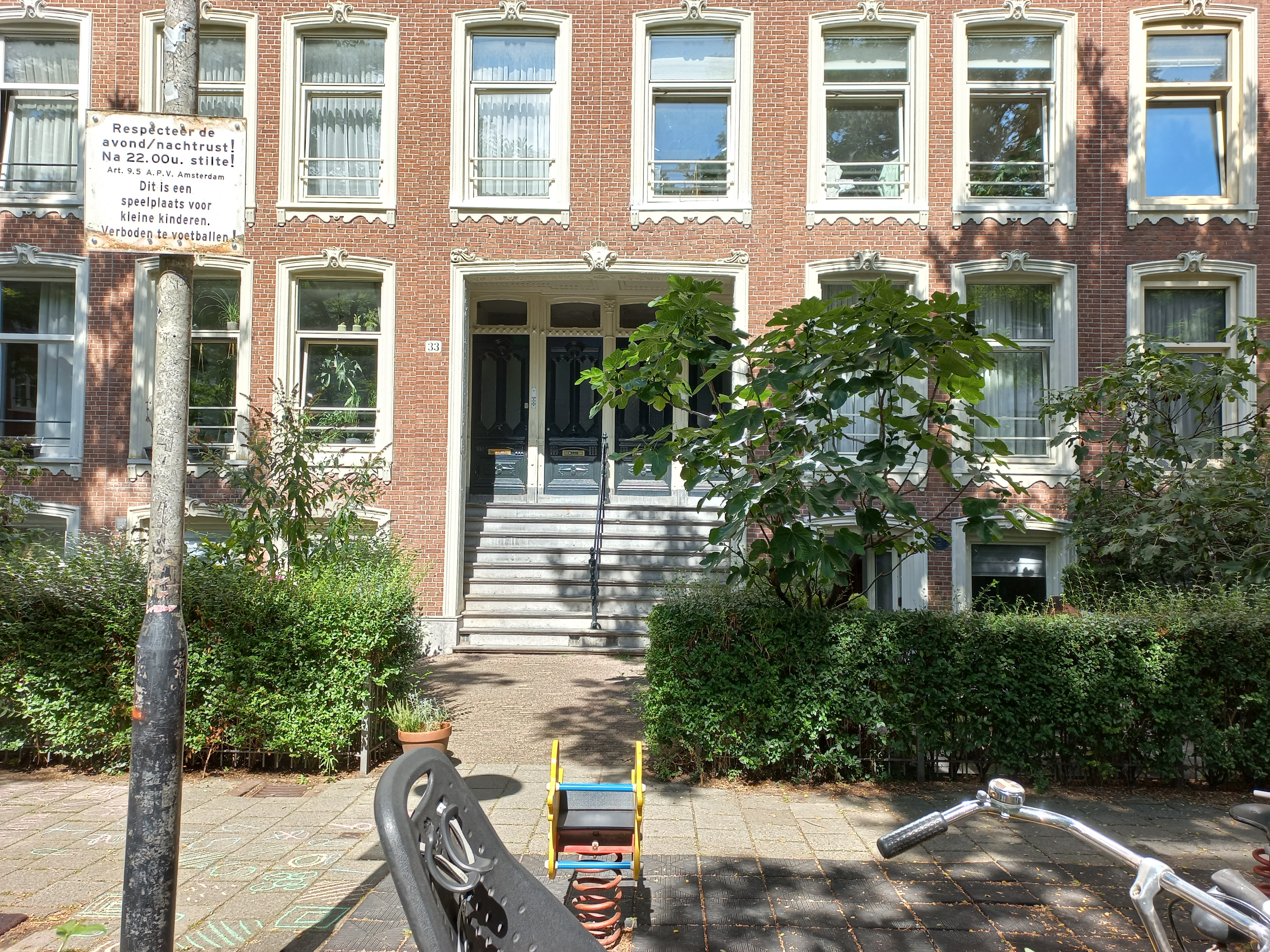
Portiek Crommelinstraat (augustus 2022)